# اسلام‌آباد (گرمه)
اسلام‌آباد روستایی در دهستان بالا دشت بخش مرکزی شهرستان گرمه استان خراسان شمالی ایران است. فاصله این روستا از شهر درق ۱۱ کیلومتر و تا مرکز شهرستان ۱۷ کیلومتر می‌باشد، در غرب شهرستان گرمه و در مرز سیاسی استان خراسان شمالی و استان سمنان واقع شده است. ۱۲ پارچه آبادی دیگر نیز از توابع این روستا می باشد. راه ارتباطی این روستا و هشت آبادی که در ضلع غربی این روستا واقع شدن تا آخرین آبادی ۱۰ کیلومتر می باشد. شنی بودن راه ارتباطی و نبود آنتن همراه پس از سالیان دور در این منطقه خود گواه بر این است که این منطقه با توجه به تولیدات فراوان کشاورزی از جمله گندم، چغندرقند، پیاز، جو، ذرت، کلزا و غیره و محصولات دامی منطقه‌ای محروم است.

## جمعیت
بر پایه سرشماری عمومی نفوس و مسکن در سال ۱۳۹۵ جمعیت این مکان ۴۶۳ نفر (۱۴۱ خانوار) بوده‌است.